# 华合多拉
华合多拉（1950年11月15日—），马来西亚政治人物，土保党党员，曾经担任砂拉越州伊干、瓜拉拉让国会议员。